# 타오리
타오리(陶李, 1990년 1월 10일 ~ )는 접영을 주종목으로 하는 싱가포르의 수영 선수이다. 2014년 인천 아시안 게임 여자 접영 50m 결승 경기에서 26초28으로 은메달을 확득했다.

## 같이 보기
- 2008년 하계 올림픽 수영
- 2012년 하계 올림픽 수영